# Потому что во мне есть секс
«Потому что во мне есть секс» (пол. Bo we mnie jest sex) — польская песня. Визитная карточка Калины Ендрусик как секс-символа Польши 1960-х — 1970-х годов.
Впервые прозвучала в телевизионной программе «Кабаре джентльменов в возрасте» в 1962 году. Особенностью её является то, что текст песни существует в «мужском» и «женском» вариантах. Оба варианта написаны Иеремией Пшиборой.

## История создания и исполнения
Ежи Васовский и Иеремий Пшибора написали эту песню для «надпрограммы» (дополнительного цикла) телепрограммы «Кабаре джентльменов в возрасте» «Песенка хороша для всего» (Nadprogram «Piosenka jest dobra na wszystko»). Прозвучала она во второй серии «надпрограммы», вышедшей в эфир 1 января 1962 года. Первым исполнителем песни стал засегдатай «Кабаре» актёр Веслав Михниковский. Его персонаж также был «джентльменом в возрасте», уверенным, что любая девушка падет его жертвой, «потому что в нём есть секс». Все это выглядело весьма комично, но и только. «Потому что во мне есть секс» мог остаться лишь элементом истории «Кабаре джентльменов в возрасте», не более того.
Однако в том же году песня обрела самостоятельную жизнь благодаря исполнению её актрисой и певицей Калиной Ендрусик, бывшей завсегдатаем «Кабаре». Для неё специально Пшибора написал «женский» вариант текста. Изменилось лишь несколько слов, но «секс», о котором поется в песне, приобрел реализм, натуралистичность («Лишь только слегка наклоню вперед своё декольте, … Лишь выпячу немножко бедро») и даже физиологизм («В нём утопают мои бедра, Им полнится моя грудь») фильма Анджея Вайды «Земля обетованная».
Песня эта стала визитной карточкой Калины Ендрусик и закрепила за ней репутацию секс-символа Польши.

## Факты
- Концерт памяти Калины Ендрусик, прошедший в рамках Фестиваля актёрской песни 2006 года, так и назывался «Bo we mnie jest sex», и эту песню пели все участвовавшие в нём актрисы[6] .
- Хотя «женский» вариант песни значительно популярнее (можно вспомнить исполнения Евы Бем[пол.][7], а из недавних исполнение Анны Вышкони и ансамбля «Филармония Улыбки» на фестивале «Ополе-2010»), «мужской» вариант также исполняется. Его, например, поет актёр Михал Жебровский[8].
- Глава под названием «Потому что во мне есть секс» — не редкость в биографических статьях и воспоминаниях о Калине Ендрусик[9].